# Alphonse Laverrière
Alphonse Laverrière (ur. 16 maja 1872 w Carouge, zm. 11 marca 1954 w Lozannie) – szwajcarski architekt pochodzenia francuskiego, złoty medalista Olimpijskiego Konkursu Sztuki i Literatury 1912. 

## Życiorys
Urodził się we francuskiej rodzinie (syn Pierre’a i Caroline Dacati), lecz w 1911 roku otrzymał szwajcarskie obywatelstwo. W latach 1887–1890 uczęszczał do École des Beaux Arts w Genewie, a od 1892 roku pobierał nauki w École nationale supérieure des beaux-arts w Paryżu (dyplom zdobył w 1901 roku).
W latach 1901–1915 mieszkał i pracował w Lozannie. Jego współpracownikiem był wówczas inny szwajcarski architekt – Eugène-Édouard Monod. Wraz z projektem budowy nowoczesnego stadionu (fr. Une "Olympie Moderne" sur les bords du Lac Léman) zdobyli złoty medal podczas Olimpijskiego Konkursu Sztuki i Literatury 1912. Szwajcarzy wygrali w konkursie mimo faktu, iż do konkursu należało zgłaszać wyłącznie projekty oryginalne. Powyższa praca była natomiast podobna do projektu, z którym w 1911 roku zdobyli pierwszą nagrodę na sponsorowanym przez MKOl Międzynarodowym Konkursie Architektonicznym. Dotyczyła ona zagospodarowania terenu pod infrastrukturę sportową nad Zatoką Boiron w okolicach Morges. Laverrière i Monod w ciągu kilku kolejnych lat  opracowali podobny plan dla Vidy, czyli jednej z jednostek administracyjnych Lozanny. 
W 1924 roku był jednym z jurorów podczas Olimpijskiego Konkursu Sztuki i Literatury. Przyjaźnił się m.in. z Pierre’em de Coubertin, który był jedynym członkiem jury podczas Olimpijskiego Konkursu Sztuki i Literatury 1912.
Laverrière projektował m.in. wille, budynki fabryczne, budynki bankowe i mosty. Zajmował się także aranżacją wnętrz. Jest autorem lub współautorem takich obiektów jak: Pomnik Reformacji w Genewie (1908–1917), budynek dworca kolejowego w Lozannie (1908–1916), cmentarz Bois-de-Vaux w Lozannie (1919–1951), Bel-Air Tower w Lozannie (1929–1932), most Chauderon w Lozannie, Ogród Botaniczny w Lozannie (1937–1946). W latach 1917–1926 skonstruował fabrykę zegarków firmy Zenith w Zurychu. W latach 1929–1942 profesor teorii architektury na Politechnice Federalnej w Zurychu. Członek Szwajcarskiej Federacji Inżynierów i Architektów, a także Bund Schweizer Architekten. Doktor honoris causa Uniwersytetu w Lozannie (1953).
W 1908 roku zawarł związek małżeński z Amerykanką Adele Jeannette Lithauer.

## Wybrane dzieła

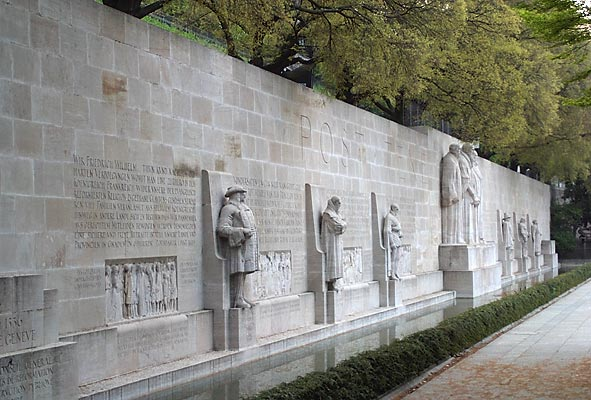
Pomnik Reformacji w Genewie
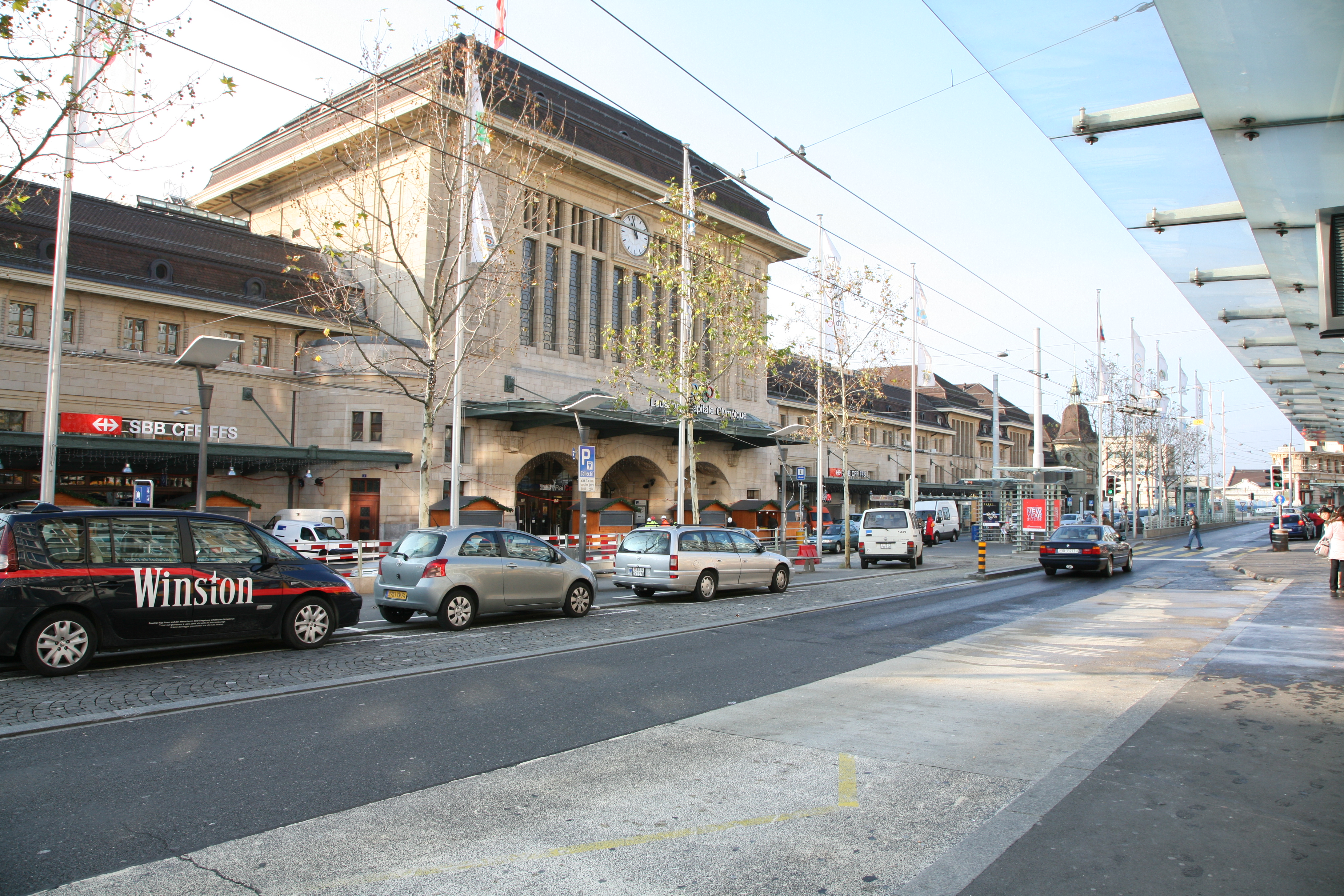
Budynek dworca kolejowego w Lozannie
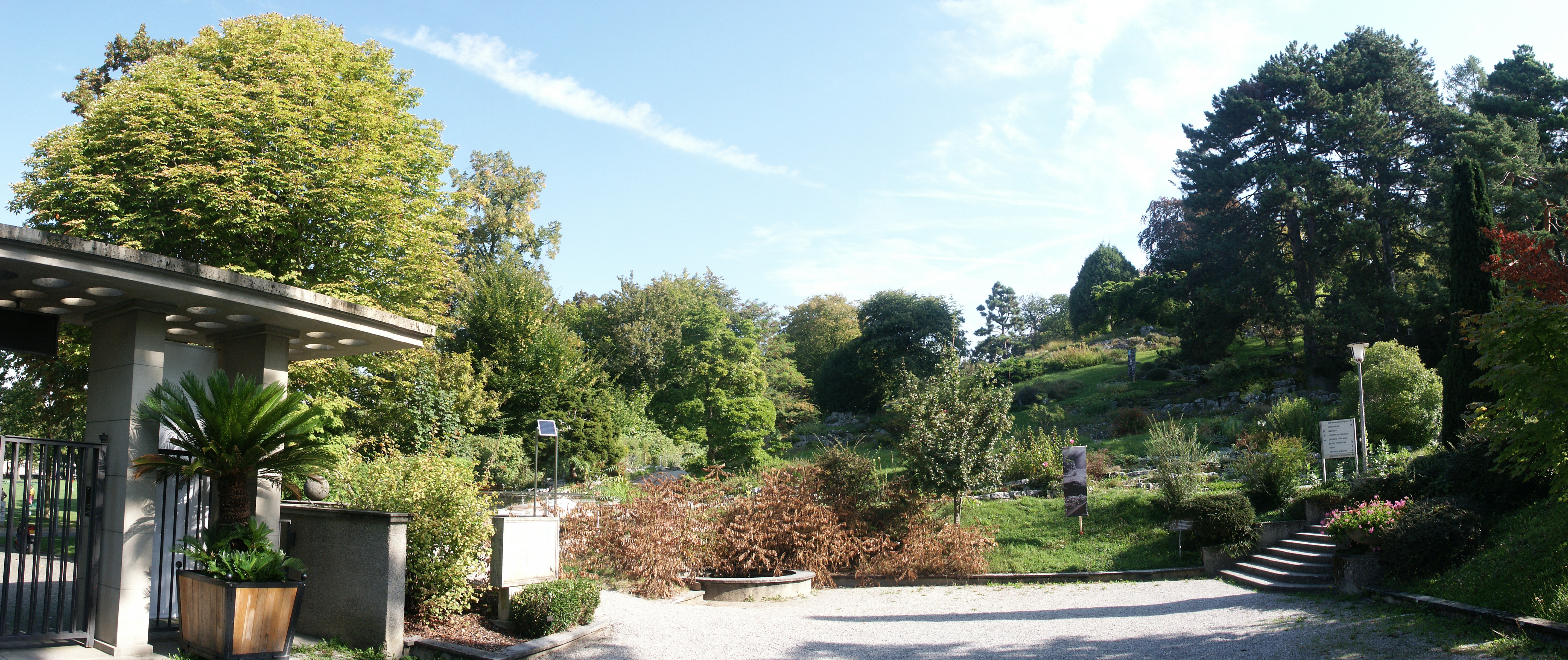
Ogród Botaniczny w Lozannie
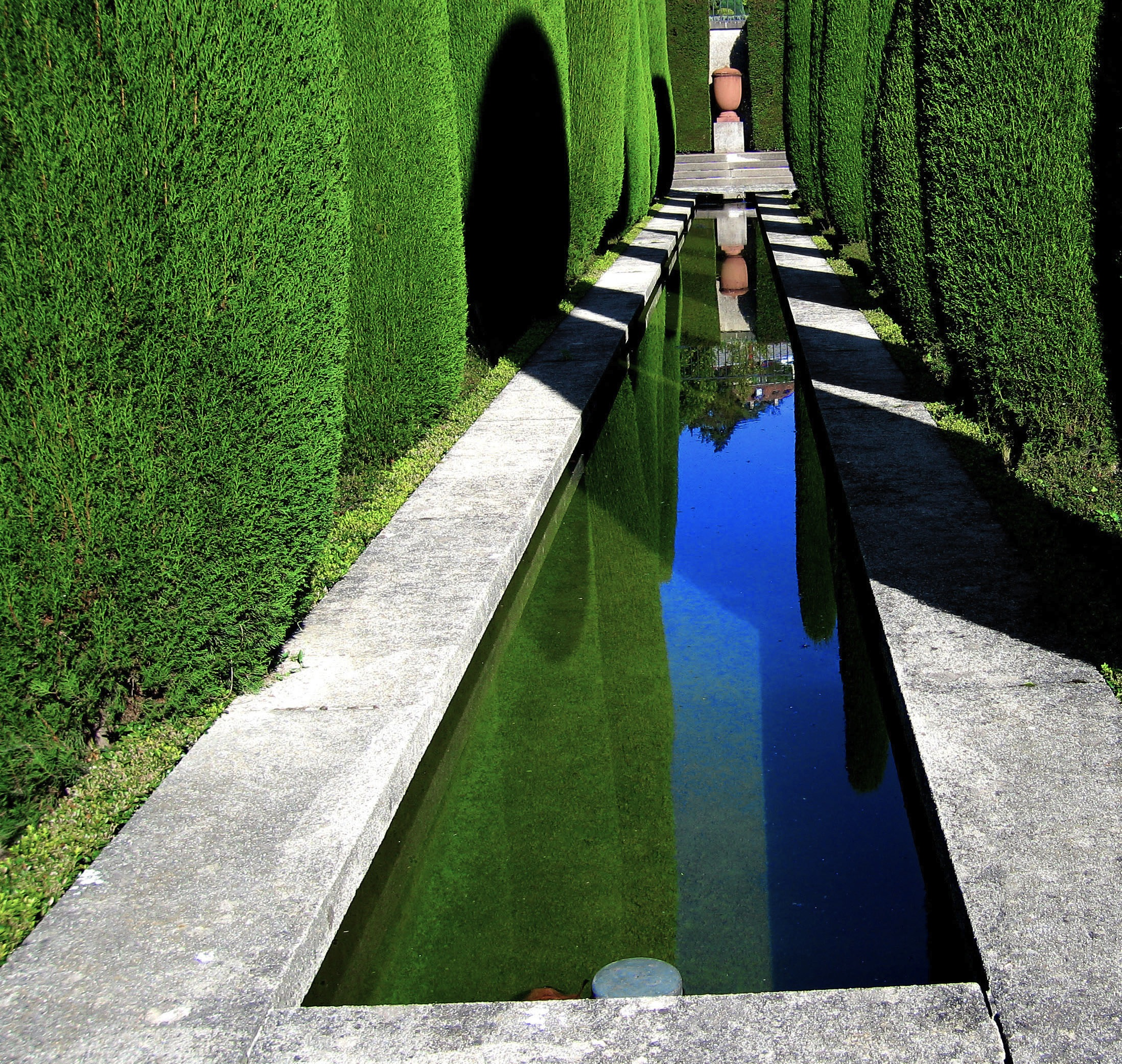
Fragment Cmentarza Boix-de-Vaux w Lozannie